# Claudio Pol Bodetto
Claudio Pol Bodetto (Portogruaro, 26 luglio 1968) è un ex cestista italiano.

## Carriera
Centro di 208 centimetri, è cresciuto nelle giovanili della Fortitudo Bologna, dove è stato allenato anche da Stefano Pillastrini. Nel frattempo colleziona anche le prime presenze in prima squadra. Al termine di questo periodo ha cominciato ad acquisire esperienza nei campionati dilettantistici senior, prima alla Pallacanestro Novellara in Serie C1 e poi alla Benedetto XIV Cento in Serie B2.
A partire dalla stagione 1992-1993 è entrato a far parte del roster della Pallacanestro Trieste, società militante nel campionato di Serie A1. In biancorosso è rimasto per cinque campionati, tutti trascorsi in Serie A1, durante i quali è partito talvolta in quintetto base, ma più spesso dalla panchina. Nei suoi primi due anni triestini il suo minutaggio medio è stato intorno ai 10 minuti a partita, mentre nei successivi tre anni è salito a circa 16-17 minuti. La miglior media punti del suo quinquennio a Trieste è arrivata nell'ultima stagione, nel 1996-1997, con 6,4 punti a partita accompagnati da 2,8 rimbalzi, in un'annata però terminata con la retrocessione.
Nell'estate 1997, scaduto il contratto con i giuliani, è sceso a giocare in Serie A2 passando però all'Unione Ginnastica Goriziana. In quella stagione, tra regular season e play-off, ha messo a referto 7,6 punti e 3,0 rimbalzi in 22,0 minuti di utilizzo medio. La formazione goriziana ha coronato l'annata con la conquista della promozione in A1, superando nella serie finale dei play-off proprio la Pallacanestro Trieste, ex squadra di Pol Bodetto. Rimasto in rosa, ha chiuso il campionato di A1 1998-1999 con 5,1 punti e 3,6 rimbalzi in 20,4 minuti a partita.
Nel giugno 1999 il titolo sportivo di A1 di Gorizia venne di fatto rilevato dalla Victoria Libertas Pesaro attraverso una sorta di fusione. Anche il contratto di Pol Bodetto, quindi, è stato trasferito alla società adriatica, che ha ha confermato il giocatore in rosa. Ha trovato tuttavia poco spazio, collezionando solo dodici presenze in regular season e un'apparizione ai play-off, per un totale di 102 minuti complessivi. Questo limitato utilizzo è stato anche dovuto alla concorrenza nel comparto lunghi, che includeva giocatori come Joseph Blair, Paolo Conti e l'esperto Walter Magnifico. Essa si è poi rivelata l'ultima sua stagione in Serie A1.
Nel luglio del 2000 è tornato in Serie A2, ingaggiato dall'Aurora Jesi. A livello di numeri, la sua prima annata in gialloverde è stata la migliore della sua carriera, visti i 12,3 punti di media tra regular season e play-off, a cui ha aggiunto 6,0 rimbalzi. Nel 2001-2002, invece, è stato costretto a saltare quasi tutta la stagione a causa di un infortunio, riuscendo a giocare solo tre partite, di cui una per soli quattro minuti. Ristabilitosi, nella regular season della Legadue 2002-2003 è tornato ad avere una doppia cifra di media punti, con 10,2 a partita, diventati però 4,5 ai play-off. La sua parentesi triennale a Jesi è terminata alla fine di quell'annata.
È poi approdato alla Nuova Pallacanestro Pavia nell'estate 2003. Con i lombardi ha disputato diciassette partite, con una media di 3,0 punti a gara. Quindi, a febbraio, dopo un periodo in prova, si è trasferito a Reggio Emilia, dove ha rinforzato un reparto lunghi che vedeva Marcelo Damião alle prese con un'infiammazione all'occhio sinistro. In Emilia ha giocato dodici partite a 3,4 punti di media. Successivamente ha trascorso un ultimo anno in Legadue nel 2004-2005, quando ha vestito i colori del Basket Club Ferrara.
In vista della stagione 2005-2006 ha accettato l'offerta della Robur Osimo, squadra di Serie B d'Eccellenza con cui ha giocato le finali per la promozione in Legadue perse però contro la Vanoli Soresina. Nella stagione 2006-2007 ha giocato inizialmente con il Pistoia Basket 2000, poi a dicembre è passato alla Blu Basket Treviglio. Nel 2007-2008 è tornato tra le file della Robur Osimo in sempre in Serie B d'Eccellenza, squadra in cui aveva già militato due anni prima. Il campionato 2008-2009 lo trascorre invece in Sicilia alla Fortitudo Agrigento, club di Serie B Dilettanti che ha chiuso quell'edizione del torneo centrando la promozione. Nel 2009 ha firmato un contratto con la Pienne Basket Pordenone di Serie C Dilettanti.
Dal 2009 al 2015 ha allenato le squadre giovanili del Balonsesto, squadra con sede a Sesto al Reghena, vicino al suo luogo di nascita. Da allenatore ha vinto sette titoli provinciali e due titoli regionali, l'ultimo nella stagione 2014-2015 con la squadra Under-14.

## Cronistoria
| stagione | serie        | squadra                     | pres | pt  | media | RT  | ass | pp | pr  |
| -------- | ------------ | --------------------------- | ---- | --- | ----- | --- | --- | -- | --- |
| 2009/10  | C Dilettanti | Pienne Pordenone            | -    | -   | -     | -   | -   | -  | -   |
| 2008/09  | B Dilettanti | Fortitudo Moncada Agrigento | -    | -   | -     | -   | -   | -  | -   |
| 2007/08  | B1           | Edilcost Osimo              | -    | -   | -     | -   | -   | -  | -   |
| dic. 06  | B1           | Intertrasport Treviglio     | 19   | 189 | 9,9   | 125 | 19  | 39 | 20  |
| 2006/07  | B1           | Pistoia                     | 11   | 63  | 5,7   | 31  | 11  | 11 | 7   |
| 2005/06  | B1           | Imesa Osimo                 | 39   | 548 | 14,1  | 300 | 34  | 81 | 34  |
| 2004/05  | A2           | Ferrara                     | 33   | 150 | 4,5   | 96  | 10  | 33 | 16  |
| feb. 04  | A2           | Reggio Emilia               | 12   | 41  | 3,4   | 29  | 2   | 8  | 9   |
| 2003/04  | A2           | Pavia                       | 19   | 51  | 2,7   | 60  | 6   | 11 | 5   |
| 2002/03  | A2           | Jesi                        | 35   | 310 | 8,9   | 161 | 19  | 73 | 57  |
| 2001/02  | A2           | Jesi                        | 3    | 22  | 7,3   | 4   | 0   | 4  | 4   |
| 2000/01  | A2           | Jesi                        | 40   | 492 | 12,3  | 238 | 24  | 91 | 123 |
| 1999/00  | A1           | Scavolini Pesaro            | 13   | 26  | 2,0   | 16  | 1   | 2  | 2   |
| 1998/99  | A1           | Gorizia                     | 25   | 128 | 5,1   | 90  | 1   | 35 | 21  |
| 1997/98  | A1           | Gorizia                     | 35   | 266 | 7,6   | 104 | 10  | 59 | 37  |
| 1996/97  | A1           | Trieste                     | 25   | 161 | 6,4   | 71  | 5   | 29 | 20  |
| 1995/96  | A1           | Trieste                     | 26   | 116 | 4,5   | 71  | 2   | 27 | 20  |
| 1994/95  | A1           | Trieste                     | 27   | 124 | 4,6   | 102 | 4   | 26 | 24  |
| 1993/94  | A1           | Trieste                     | 28   | 68  | 2,4   | 44  | 2   | 22 | 13  |
| 1992/93  | A1           | Trieste                     | 22   | 46  | 2,1   | 35  | 0   | 18 | 13  |